# 大衛·麥金托什
大衛·麥金托什（英語：David Mackintosh，1979年4月2日—）是一位英格蘭政治人物，他的黨籍是保守黨。自2015年開始，他擔任南北安普敦選區選出的英國下議院議員。在當選議員之前，他曾在歐洲議會擔任政治顧問。